# Aleksandr Vilenkin

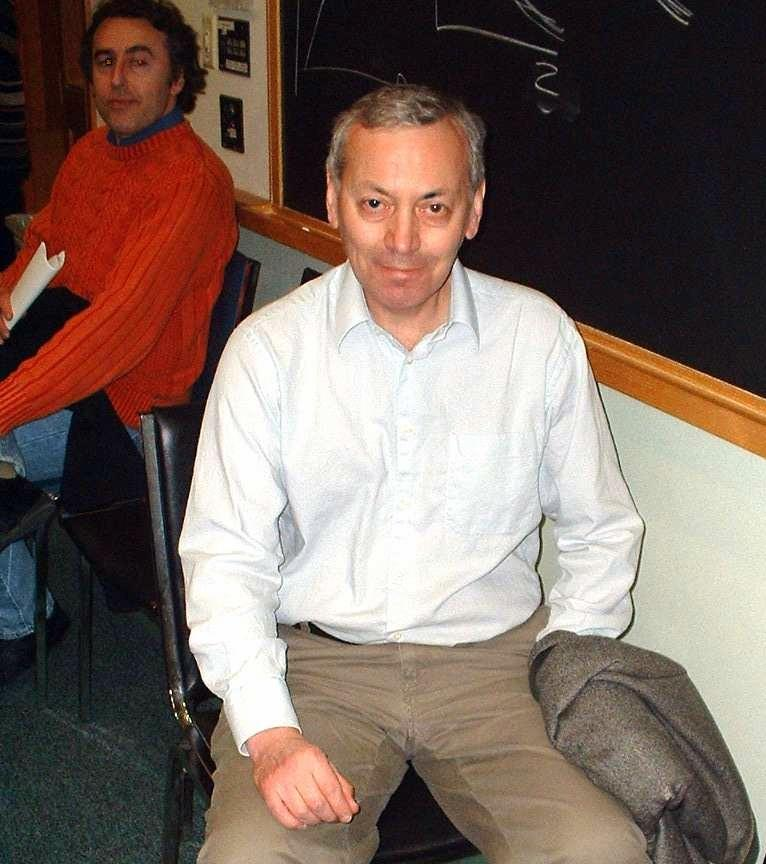
Alexander Vilenkin en la Universidad de Harvard.

Aleksandr Vladímirovich Vilenkin (en ruso: Алекса́ндр Виле́нкин; transliterado al inglés como Alexander Vilenkin, 13 de mayo de 1949 (75 años), Járkov, Ucrania) es profesor de física y Director del Instituto de Cosmología en la Universidad de Tufts. Este físico teórico ha dedicado 25 años de su trabajo al campo de la cosmología, publicando más de 150 artículos y responsabilizándose de la introducción de ideas como la inflación eterna y la creación cuántica del universo desde la nada (relativa). Su trabajo en las cuerdas cósmicas ha sido fundamental
Obtuvo su licenciatura en física en 1971 en la antigua Unión Soviética. Más tarde se mudó a los Estados Unidos, donde obtuvo su Ph.D. en la Universidad de Buffalo (al norte del estado de Nueva York). Su trabajo figura en numerosos periódicos y artículos de revistas, en los Estados Unidos, Europa, Rusia, y Japón y en libros, algunos de los cuales alcanzaron una relativa popularidad.

## Libros
- Many Worlds in One: The Search for Other Universes (julio de 2006).
- Cosmic Strings and Other Topological Defects, junto a E. P. S. Shellard y a E. Paul S. Shellard (Publicado el 31 de julio de 2000 en edición rústica)

## Nota y referencias
- Esta obra contiene una traducción  derivada de «Alexander Vilenkin» de Wikipedia en inglés, concretamente de esta versión, publicada por sus editores bajo la Licencia de documentación libre de GNU y la Licencia Creative Commons Atribución-CompartirIgual 4.0 Internacional.

1. ↑  American Men and Women of Science, Thompson Gale, 2005.